# Локомотиви БДЖ серия 01.60
Локомотивите 01.0060 попадат в БДЖ през 1942 г. заедно с теснолинейката Кочериново – Рилски манастир. Самите локомотиви пристигат на Балканския полуостров с английската армия по време на Първата световна война. Тогава те са използвани масово при експлоатацията на временно построените прифронтови и снабдителни жп линии на Солунския фронт. След приключването на военните действия те остават в гръцките железници. През 1921 – 1922 г. 5 локомотива, заедно с няколко десетки вагони са закупени от предприятието на братя Балабанови „Българска горска индустрия“ (БГИ) в Кочериново за обслужване на концесията за добив на дървен материал от риломанастирските гори. В БДЖ преминават 4 от локомотивите, а петият остава да обслужва фабриката на „Българска книжна и дървена индустрия“ (БКДИ, наследник на БГИ). През 1942 г. им се дава и серия 01.0060 (от 01.0160 до 01.0460).
Това са първите локомотиви американско производство и първите с двуосна водеща талига. Всички останали локомотиви за междурелсие 600 мм изобщо нямат талиги. Целият им експлоатационен живот в БДЖ преминава на тази теснолинейка. Първите извадени от държавните железници са 01.0160 и 01.0360, които са предадени на Горско стопанство „Лонгоза“, където продължават да работят. Останалите две машини са предадени за използване котлите им за отопление: 01.0260 – на ГНС – Варна и 01.0460 на ОНС – Търговище.
| Експлоатационен номер | Експлоатационен номер | Експлоатационен номер | Baldwin – Philadelphia фабр. № / година | Бележки                            |
| в брит. армия         | в БКДИ                | в БДЖ                 | Baldwin – Philadelphia фабр. № / година | Бележки                            |
| --------------------- | --------------------- | --------------------- | --------------------------------------- | ---------------------------------- |
| 948                   | 1                     | 01.0160               | 44985/1917                              | Горско стопанство „Лонгоза“ (1951) |
| 949                   | 2                     | 01.0260               | 44986/1917                              | ГНС – Варна (1957)                 |
| 974                   | 3                     | 01.0360               | 45011/1917                              | Горско стопанство „Лонгоза“ (1951) |
| 951                   | 4*                    | –                     | 44988/1917                              | Бракуван 1960 г.                   |
| 986                   | 5                     | 01.0560               | 45023/1917                              | ОНС – Търговище (1957)             |

* Локомотив БКДИ № 4 не е работил никога в БДЖ. Тук е показан за сведение.